# Wartturm (Weinböhla)

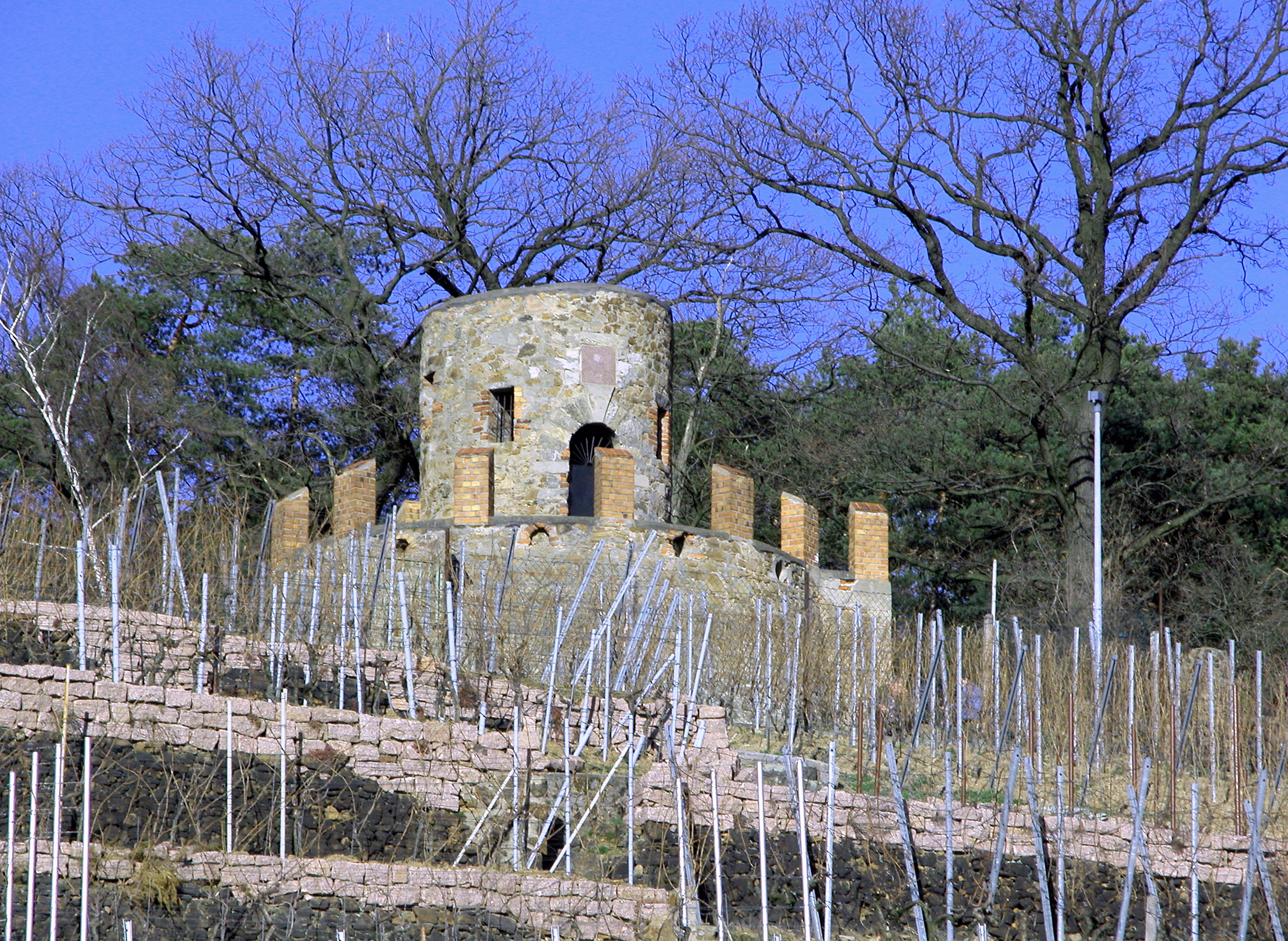
Wartturm Weinböhla

Der Wartturm ist eine Turmruine und ein Aussichtspunkt in der Gemeinde Weinböhla im sächsischen Landkreis Meißen.

## Lage und Beschreibung
Der etwa 6 Meter hohe Stumpf des ursprünglich als Aussichtsturm geplanten Wartturms befindet sich auf dem Ratsweinberg, dem mit 211 Metern höchsten Punkt in der Gemarkung Weinböhla. Um den Turmstumpf führt eine Treppenanlage mit mehreren steinernen Zinnen. Umgangssprachlich wird der Wartturm auch kurz als Ruine bezeichnet. Die Turmruine steht mitsamt der vorgelagerten Bruchsteinstützmauern im Weinberg als „baugeschichtlich und ortsgeschichtlich sowie landschaftsgestaltend bedeutend“ unter Denkmalschutz.
Zusammen mit dem Friedensturm und dem König-Albert-Turm bildet der Wartturm das Ensemble der 3 Türme von Weinböhla und gilt als Wahrzeichen der Gemeinde. Die drei Türme sind die letzten erhalten gebliebenen von ehemals 6 Türmen in der Gemeinde.

## Geschichte
Im Jahr 1900 plante der Rittergutsbesitzer Carl Wilhelm Wießner den Bau eines 13 Meter hohen Aussichtsturms im Burggrafenhain, einer von ihm angelegten Parkanlage oberhalb des Ratsweinbergs. Kurz vor dem Abschluss der Bauarbeiten stürzte der Turm jedoch am 30. Juni 1900 in sich zusammen. Der Einsturz erfolgte mittags zwischen 12 und 13 Uhr, deshalb kamen keine Bauarbeiter zu Schaden, da diese gerade Pause machten. Wießner verzichtete danach darauf, den Turm weiterzubauen, die Ruine blieb auf dem Weinberg stehen. Um das Jahr 1930 wurden die Zinnen um den Turmstumpf baulich verändert. Die Turmruine selbst wurde 1990 durch die Initiative Weinböhlaer Einwohner saniert.

## Sonstiges
Der Wartturm ist das Motiv des Logos von Weinböhla als staatlich anerkannter Erholungsort, das 2002 von der Architektin Katja Lamnek-Gneuß entworfen wurde. Seit 2012 benutzt die Alte Apotheke in der Gemeinde ebenfalls den Wartturm als Logo.